# Liste des oiseaux de l'île Bouvet
L'île Bouvet est une île subantarctique inhabitée et administrée comme une dépendance de la Norvège. Petite île volcanique isolée à l'extrémité sud de la dorsale médio-atlantique, elle est située à environ 2 600 km au sud-ouest de l'Afrique du Sud et 1 600 km de l'Antarctique. L'île a subi très peu de modifications humaines et, avec ses eaux environnantes, a été déclarée zone protégée. Située dans un climat glacial au sud de la zone frontale polaire antarctique, l'île Bouvet connaît des températures annuelles moyennes comprises entre −2,7 et 1,6 °C et 93 % de la superficie de l'île est recouverte de couches de glace permanentes. Les régions côtières libres de glace sont constituées de tas de rochers, de blocs de lave et de gravier, et s'érodent rapidement ; la plus grande de ces zones, Nyrøysa, a reculé d'entre 50 et 100 m dans les terres de 1966 à 1979 et de 6 à 9 m de 1996 à 1999. La végétation de l'île se compose de champignons ascomycètes, de lichens, de mousses, d'hépatiques et d'algues. La végétation est en grande partie limitée aux côtes et à quelques sommets et plateaux montagneux exposés. La diversité animale est également faible : on recense sur l'île sept espèces d'arthropodes, une espèce de ver oligochète et deux mammifères (l'éléphant de mer austral et l'Otarie de Kerguelen ).
Quarante et une espèces d'oiseaux ont été recensées sur l'île Bouvet. Douze de ces espèces ont des populations reproductrices confirmées sur l'île, tandis que deux autres, le prion à bec grêle et le goéland dominicain, s'y reproduisent supposément. Les espèces ayant de grandes populations reproductrices comprennent le Fulmar argenté, avec une population estimée à 100 000 adultes reproducteurs, et l'Océanite à ventre noir, avec une population estimée à 1 000 adultes reproducteurs. Un grand nombre de manchots se reproduisent également sur l'île : en 1978-1979, on estimait qu'il y en avait 117 000, principalement des gorfous dorés et des manchots à jugulaire. Cependant, la population de manchots a diminué à un taux annuel de 4,8 % entre 1979 et 1990, tombant à seulement 62 125 adultes, et on pense qu'elle a diminué encore plus rapidement par la suite. Ce déclin est causé par les changements des conditions océaniques, la concurrence pour la nourriture et la croissance de la population d’otaries à fourrure sur l’île. Les oiseaux nicheurs de l’île sont menacés par l’érosion des zones de reproduction côtières et la pêche commerciale à la palangre. Dix-neuf espèces migrent vers l’île en été. L'ensemble de la zone protégée de l'île Bouvet a été désigné zone importante pour la conservation des oiseaux par Birdlife International en raison de sa grande valeur de conservation.
Le traitement taxonomique (désignation et séquence des ordres, familles et espèces) et la nomenclature (noms communs et scientifiques) de cette liste suivent les conventions de l'édition 2022 de The Clements Checklist of Birds of the World. Les comptes de famille au début de chaque rubrique reflètent cette taxonomie, tout comme les décomptes d'espèces trouvés dans chaque compte de famille. L'étiquette (A) est utilisée pour les espèces accidentelles, c'est-à-dire les espèces qui ne se rencontrent que rarement ou accidentellement sur l'île Bouvet. 

## Labbes
Ordre : Charadriiformes   Famille : Stercorariidés

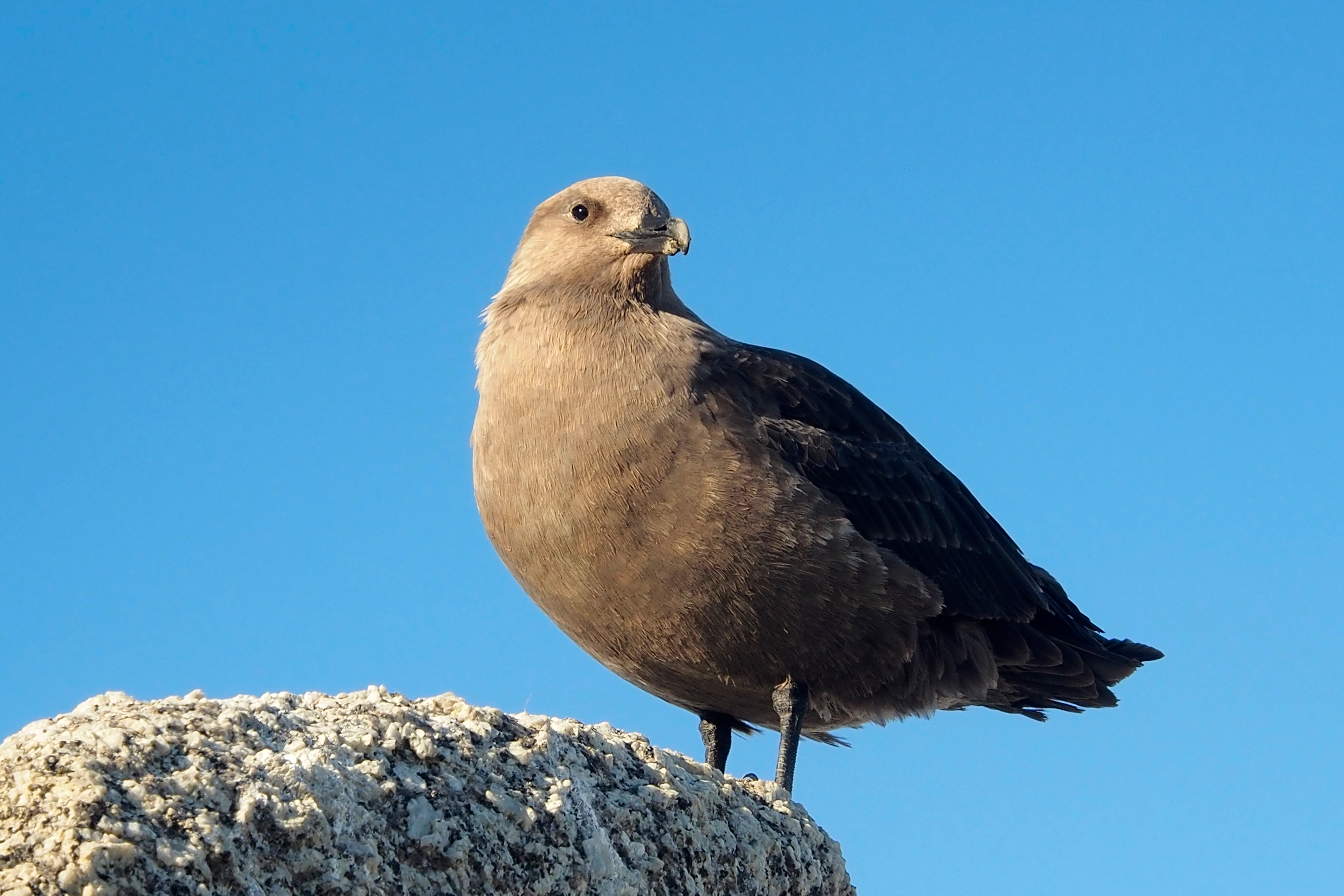
Labbe de McCormick

Les labbes sont des oiseaux de mer de taille moyenne à grande, dotés de becs et de serres fortement crochus et de pieds palmés. Ce sont des oiseaux pélagiques qui se nourrissent d'une variété d'animaux, tels que des poissons, des œufs d'oiseaux et des lemmings, en les chassant, en les récupérant ou en les cleptoparasitant,.
- Labbe parasite, Stercorarius parasiticus
- Labbe antarctique, Stercorarius antarcticus
- Labbe de McCormick, Stercorarius maccormicki

## Mouettes, sternes et becs-en-ciseaux

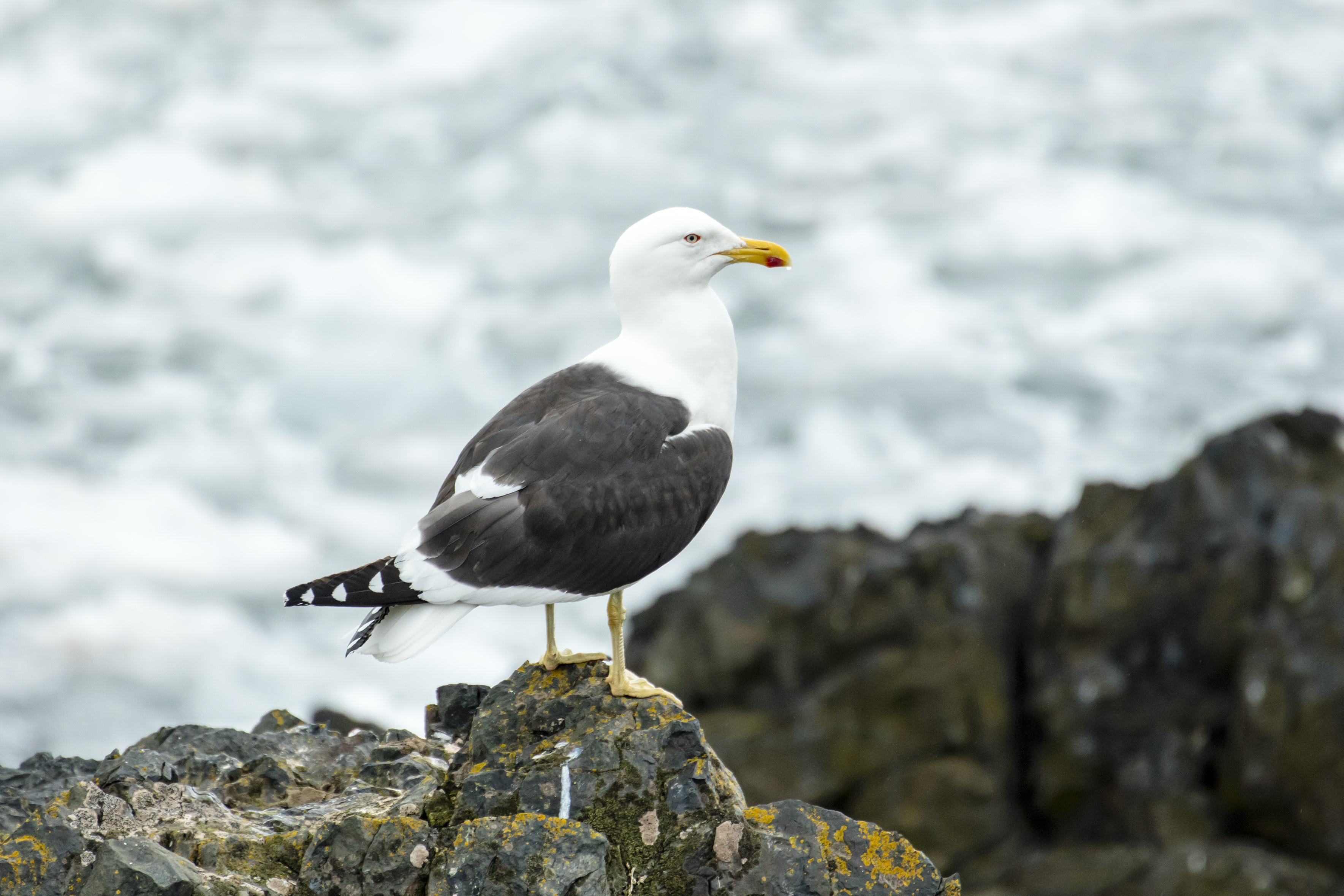
Goéland dominicain

Les Laridés sont une famille d'oiseaux de mer composée de goélands, de sternes et de becs-en-ciseaux. Les goélands sont généralement gris ou blancs, souvent avec des marques noires sur la tête ou les ailes. Les sternes sont généralement plus petites que les goélands, avec des ailes et des becs plus pointus, et beaucoup d'entre elles ont une queue fourchue qui facilite la manœuvrabilité aérienne. Les deux espèces vivent dans les terres près des lacs et des rivières, mais les goélands se sont adaptés à la présence humaine et peuvent souvent être trouvés dans les centres urbains.
- Goéland dominicain, Larus dominicanus
- Sterne arctique, Sterna paradisaea
- Sterne couronnée, Sterna vittata

## Manchots
Ordre : Sphénisciformes   Famille : Spheniscidés

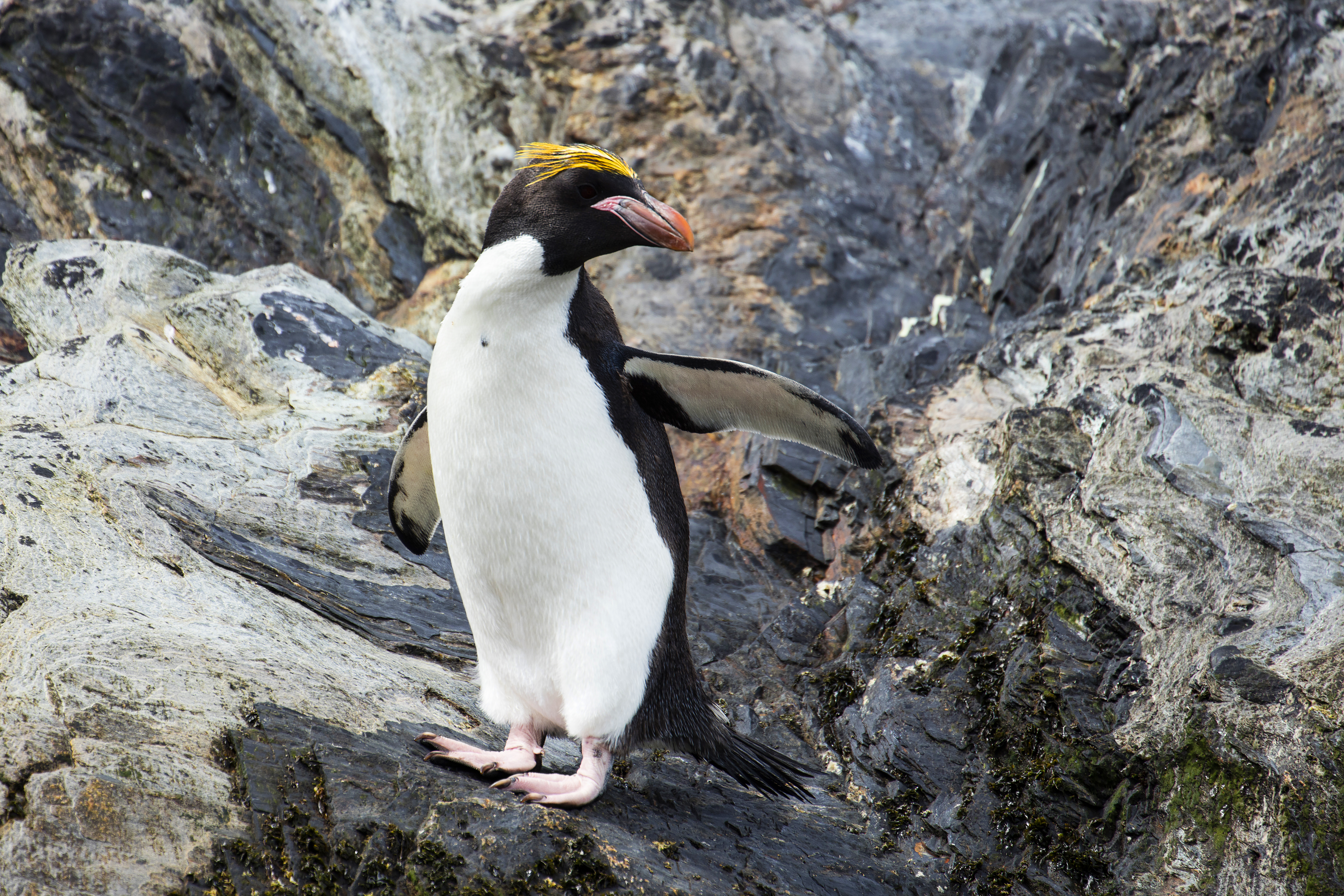
Gorfou doré

Les manchots sont des oiseaux aquatiques incapables de voler qui vivent presque exclusivement dans l'hémisphère sud. La plupart des manchots se nourrissent de krill, de poissons, de calmars et d'autres formes de vie marine capturés pendant la nage sous l'eau.
- Manchot royal, Aptenodytes patagonicus
- Manchot Adélie, Pygoscelis adeliae
- Manchot papou, Pygoscelis papua
- Manchot à jugulaire, Pygoscelis antarcticus
- Gorfou doré, Eudyptes chrysolophus

## Albatros
Ordre : Procellariiformes   Famille : Diomedeidae

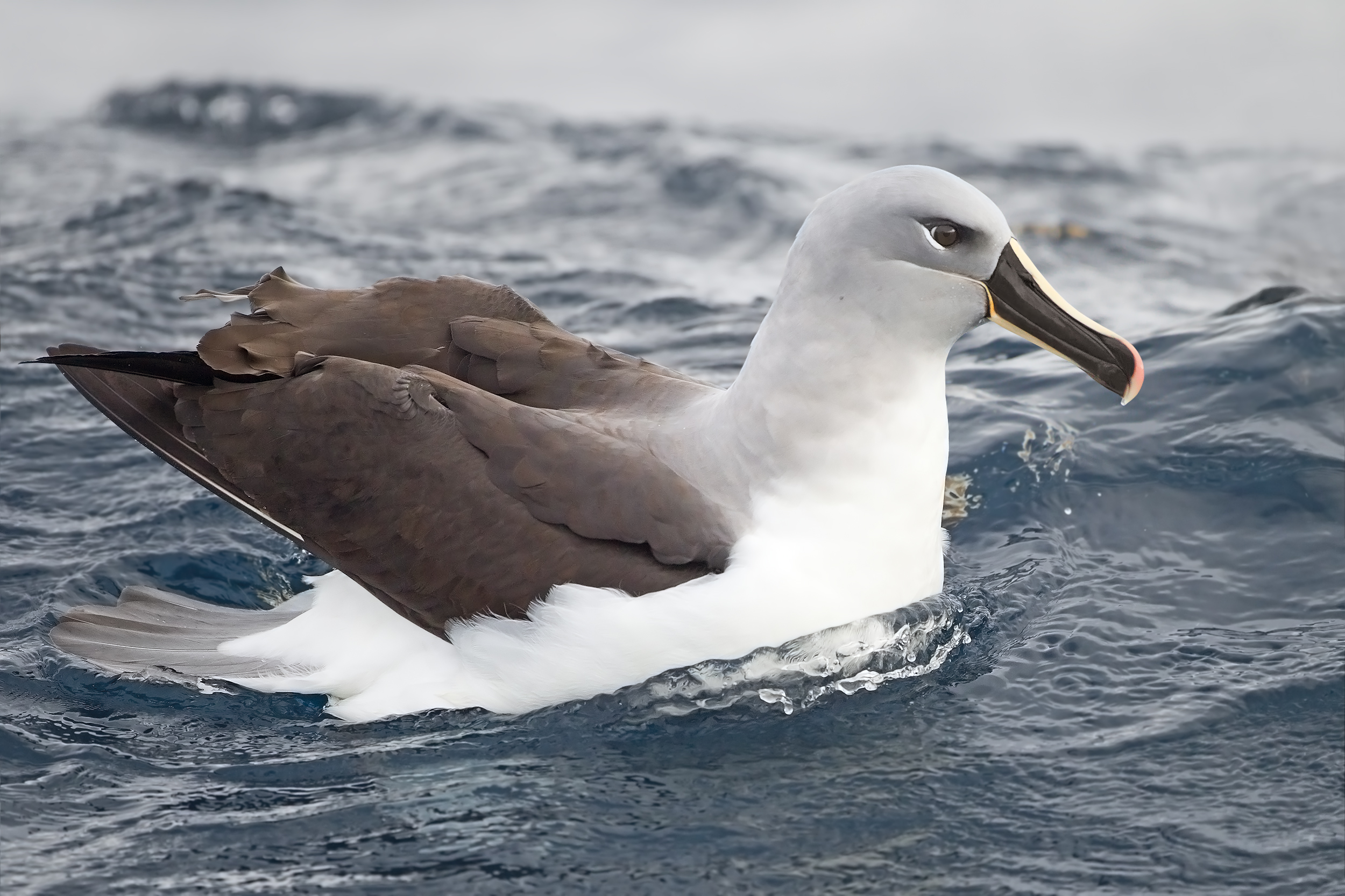
Albatros à tête grise

Les albatros sont de grands oiseaux aux ailes longues et étroites adaptées au vol longue distance ; les grands albatros du genre Diomedea ont la plus grande envergure de tous les oiseaux. Ils diffèrent également du reste des Procellariformes par la présence de narines séparées.
- Albatros de Sanford, Diomedea sanfordi
- Albatros royal, Diomedea epomophora
- Albatros hurleur, Diomedea exulans
- Albatros brun, Phoebetria fusca
- Albatros fuligineux, Phoebetria palpebrata
- Albatros à nez jaune de l'océan Atlantique, Thalassarche chlororhynchos
- Albatros à tête grise, Thalassarche chrysostoma
- Albatros à sourcils noirs, Thalassarche melanophris

## Océanites
Ordre : Procellariiformes   Famille : Oceanitidae
Les océanites tempêtes du Sud sont parents des pétrels et sont des oiseaux de mer extrêmement petits. Ils se nourrissent de crustacés planctoniques et de petits poissons pêchés à la surface, généralement en vol stationnaire. Contrairement à leurs parents plus grands, leur vol est très flottant et comprend très rarement des envolées.
- Océanite de Wilson, Oceanites oceanicus
- Océanite à ventre noir, Fregetta tropica

## Puffins et pétrels

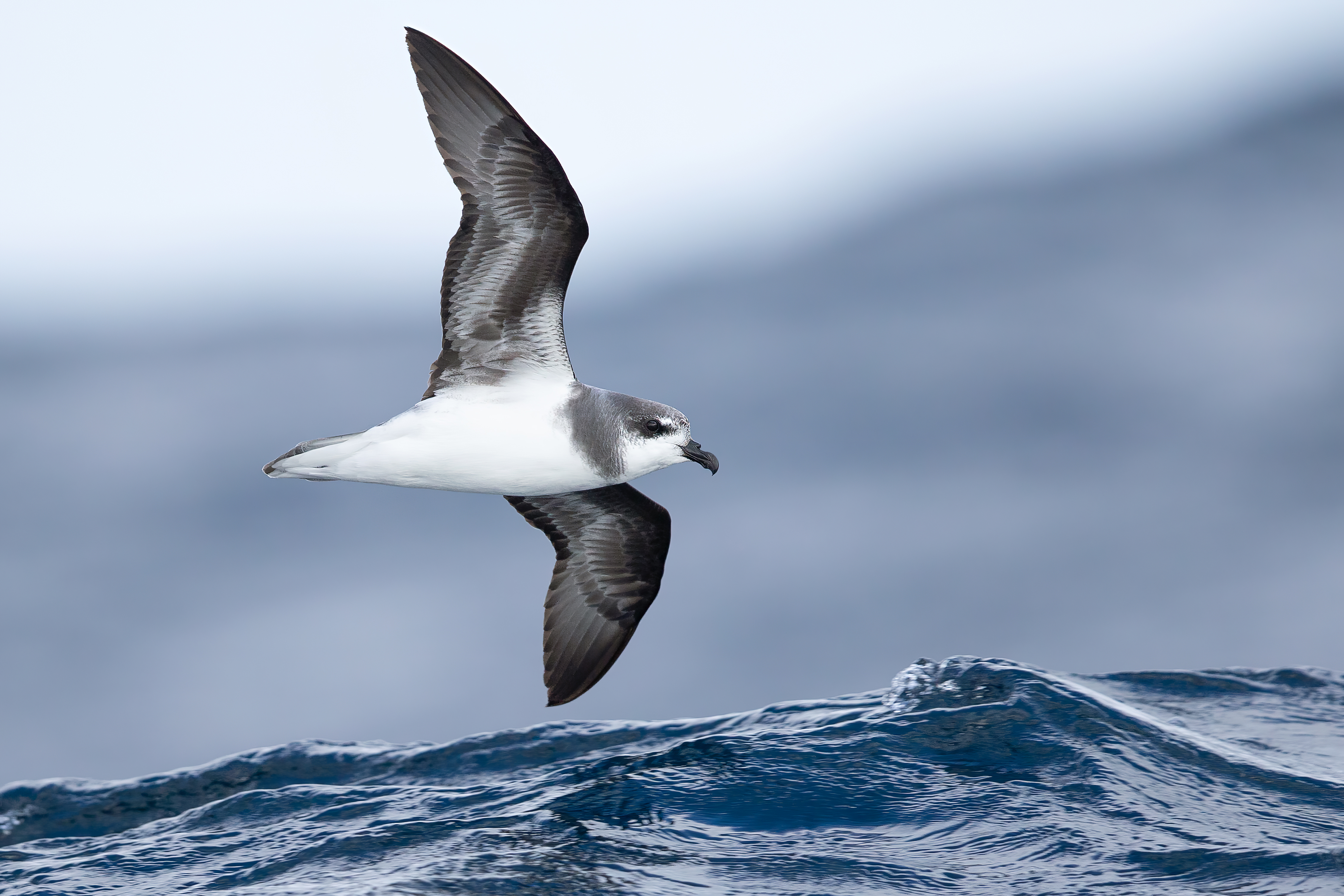
Forme claire du pétrel soyeux

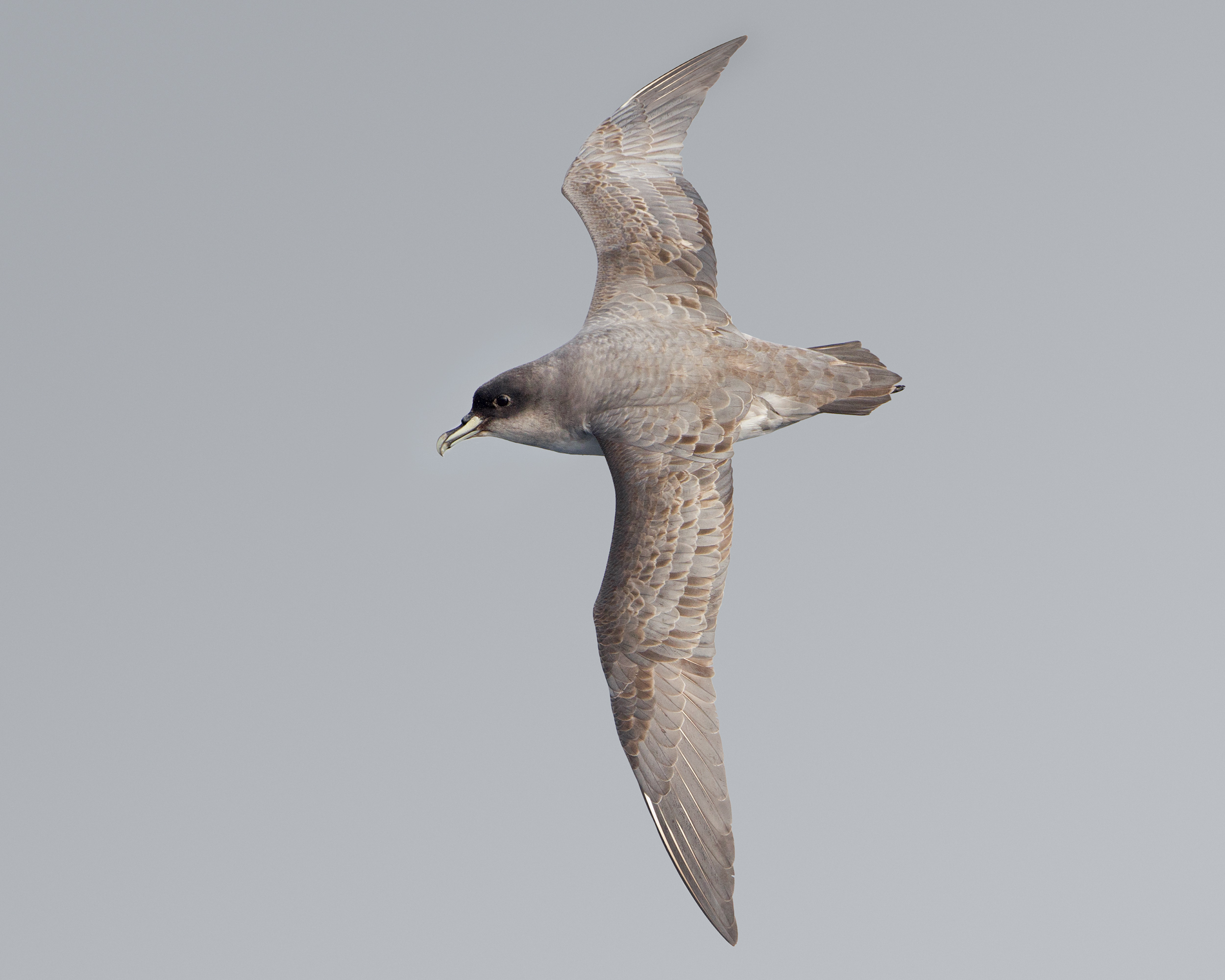
Pétrel gris

Ordre : Procellariiformes   Famille : Procellariidae
Les procellariidés sont un groupe de pétrels de taille moyenne, caractérisés par des narines unies avec un septum nasal moyen et une longue penne fonctionnelle.
- Pétrel géant, Macronectes giganteus
- Pétrel de Hall, Macronectes halli
- Fulmar argenté, Fulmarus glacialoides
- Pétrel antarctique, Thalassoica antarctica
- Damier du Cap, Daption capense
- Pétrel des neiges, Pagodroma nivea
- Pétrel des Kerguelen, Aphrodroma brevirostris
- Pétrel noir, Pterodroma macroptera (A)
- Pétrel soyeux, Pterodroma mollis
- Pétrel de Lesson, Pterodroma lessonii
- Prion bleu, Halobaena caerulea
- Prion colombe, Pachyptila turtur
- Prion de Forster, Pachyptila vittata
- Prion de la Désolation, Pachyptila desolata
- Prion de Belcher, Pachyptila belcheri
- Puffin gris, Procellaria cinerea
- Puffin à menton blanc, Procellaria aequinoctialis
- Puffin majeur, Ardenna gravis
- Puffin fuligineux, Ardenna grisea
- Puffinure plongeur, Pelecanoides urinatrix